# Liste der Kulturdenkmäler in Planig
In der Liste der Kulturdenkmäler in Planig sind alle Kulturdenkmäler im Stadtteil Planig der rheinland-pfälzischen Stadt Bad Kreuznach aufgeführt. Grundlage ist die Denkmalliste des Landes Rheinland-Pfalz (Stand: 2. August 2023).

## Denkmalzonen
| Bezeichnung                    | Lage | Baujahr         | Beschreibung | Bild                           |
| ------------------------------ | --- | --------------- | --- | ------------------------------ |
| Denkmalzone Ortskern           | Bachgasse, Dalbergstraße, Dorfbrunnenstraße, Heinrich-Kreuz-Straße, Kirchwinkel, Mainzer Straße, Zentbrückenstraße Lage |                 | geschlossene historische Bausubstanz dörflichen Charakters bis ins 19. Jahrhundert einschließlich der spätmittelalterlichen evangelischen Pfarrkirche, des Appelbachs und der Mischgärten; mehrheitlich eineinhalbgeschossige Wohn- oder Hofhäuser, Hofanlagen unterschiedlichen Typs und unterschiedlicher Größe mit Scheunenkranz | weitere Bilder Fotos hochladen |
| Denkmalzone Jüdischer Friedhof | östlich des Ortes; Flur Im Frenzenberg Lage                                                                             | 18. Jahrhundert | spätestens im 18. Jahrhundert angelegtes, heckenumsäumtes Areal mit 13 Grabsteinen des 18. und späten 19. Jahrhunderts | weitere Bilder Fotos hochladen |

## Einzeldenkmäler
| Bezeichnung                           | Lage                                            | Baujahr         | Beschreibung | Bild                           |
| ------------------------------------- | ----------------------------------------------- | --------------- | --- | ------------------------------ |
| Katholische Pfarrkirche St. Gordianus | Biebelsheimer Straße 4 Lage                     | 1899/1900       | dreischiffige romanische Pseudobasilika, Bruchsteinbau, 1899/1900, Architekt Ludwig Becker; mit Ausstattung; ortsbildprägend                                             | weitere Bilder Fotos hochladen |
| Heiligenhäuschen                      | Biebelsheimer Straße, Ecke Am Winzerkeller Lage | 1892            | Gelbziegelbau mit Treppengiebeln, 1892 | Fotos hochladen                |
| Evangelische Pfarrkirche              | Kirchwinkel Lage                                | 1492            | spätmittelalterlicher Putzbau, Chor 1492, Saal 1507; Turm wohl hochmittelalterlich, oberstes Geschoss und Spitzhelm 1818, Architekt Friedrich Schneider; mit Ausstattung | weitere Bilder Fotos hochladen |
| Wohnhaus                              | Mainzer Straße 55 Lage                          |                 | Wohnhaus, barocker Krüppelwalmdachbau, teilweise Fachwerk | Fotos hochladen                |
| Wohnhaus                              | Mainzer Straße 63 Lage                          | 1900            | Wohnhaus, sandsteingegliederter Ziegelbau, 1900 | Fotos hochladen                |
| Scheune                               | Mainzer Straße 85 Lage                          | 18. Jahrhundert | barocke Krüppelwalmdach-Scheune, 18. Jahrhundert | Fotos hochladen                |
| Wohnhaus                              | Mainzer Straße 87 Lage                          |                 | Wohnhaus, barocker Krüppelwalmdachbau | Fotos hochladen                |
| Villa                                 | Rheinpfalzstraße 15 Lage                        | 1899            | Villa, hausteingegliederter Ziegelbau, Neurenaissancemotive, 1899 | Fotos hochladen                |